# Isabel Blanco
Isabel Blanco, född 10 maj 1979 i Bergen, är en norsk tidigare handbollsspelare (mittsexa).

## Karriär
Blanco spelade som ungdomsspelare för lokala klubben Kjøkkelvik och sedan för Vadmyra och Nordnes. Hon spelade sen ett år för spanska klubben El Ferrobus Mislata 1998–1999 innan hon kom till elitklubben Tertnes IL 1999–2000. Sen spelade hon fyra år för danska Ikast-Bording EH, som klubben hette då. Hon gästspelade 2004–2006 i Aalborg DH innan hon återvände tre år till i Ikast, som sedan bytte namn till FC Midtjylland 2009. Hon spelade alltså 2006–2011 för samma klubb men under två olika klubbnamn. År 2011 vann hon också EHF-cupen med FC Midtjylland. Klubben besegrade Team Tvis Holstebro i finalen.
År 2011 återvände hon till Norge och mästarklubben Larvik HK där hon spelade i fyra framgångsrika år. 2011 hade Larvik vunnit Champions League men Blanco fick bara vara med och förlora två finaler, 2013 och 2015. Vintern 2016 spelade hon för Molde HK innan hon började som assisterande tränare i Halden HK 2017. Hon hade också före 2011 klubbframgångar i Danmark. År 2005 var hon med och vann seriesilver i den danske elitserien, medan hon vann brons 2006 med Aalborg DH, samtidigt som hon blev utvald till årets mittsexa i Danmark. År 2008 vann hon åter silver i danska ligan. 2011 blev hon dansk mästare med FC Midtjylland, hennes första ligatitel. Hon spelade sin förste säsong för Larvik 2011–2012 och vann NM-cupen, seriemästerskapet och slutspelet i Norge. Efter Larvik spelade hon för Molde HK från februari 2016 till säsongslut innan hon anslöt till Halden HK, där hon också blev assisterande tränare. År 2017 gick klubben Halden HK i konkurs och där slutade hennes handbollskarriär.

### Landslagsspel
Hon vann EM-guld 2004 och 2008 med norska landslaget. Blanco har 2004–2013 spelat 86 landskamper i det norska damlandslaget i handboll, gjort 165 mål och sist hon spelade en mästerskapsturnering var i VM 2013 för Norge.

### Personligt
Blanco föddes i Bergen. Hennes far, Fernando Blanco Jiménez, är en spansk-galicier  och förut fotbollsspelare i Deportivo La Coruña och på 1970-talet i norska klubben SK Brann. Isabel Blanco har inte bott i Spanien mer än ett år då hon spelade för El Ferrobus Mislata. Blanco är också målare och fotograf och har sagt att hon vill satsa på en karriär inom detta, när hon slutar spela handboll. Blanco har sin egen hemsida där hon säljer sina målningar. Blanco har studerat vid konstskolan i Aalborg.